# Chlumského roztok
Chlumského roztok (slangově „Chlumák“), též Solutio phenoli camphorata, je eutektická směs fenolu a kafru s přísadou 96% ethanolu. Jedná se o čirou, bezbarvou až světle červenou kapalinu charakteristického zápachu po fenolu a kafru.

## Původ
Tento roztok nese jméno po svém objeviteli, MUDr. Vítězslavu Vincenci Chlumském, českém chirurgovi a ortopedovi.

## Složení
Chlumského roztok obsahuje 28,5 % až 31,5 % fenolu a 57,5 % až 62,5 % kafru.

## Výroba
Fenol a kafr se smíchá za vzniku kapalné eutektické směsi a přidá se 96% etanol.

## Použití
Užívá se jako antiseptikum, dezinficiens – zejména pro dezinfekci chronických, špatně se hojících ran.